# Смена (журнал)
«Смена» — советский, затем российский иллюстрированный литературно-художественный журнал, основанный в 1924 году. Был массовым молодёжным журналом Советского Союза. К концу 1980-х годов тираж «Смены» достигал более трёх миллионов экземпляров.

## История
«Смена» была основана решением ЦК РКСМ как «двухнедельный журнал рабочей молодёжи». Обложки первых номеров оформлены известным советским художником, основоположником конструктивизма Александром Родченко.
Владимир Маяковский о журнале «Смена» (январь 1924):

| Ещё шагать далеко, |            |                |
|                    | надо взять |                |
|                    |            | не одну стену! |
| Будь готов |                   |              |          |
|            | сменить стариков, |              |          |
|            |                   | читай журнал |          |
|            |                   |              | «Смену». |

С момента основания в журнале существует литературный раздел, в котором выходили премьерные публикации книг, становившихся позже бестселлерами. Информационно-публицистический раздел в советское время выполнял в основном пропагандистскую роль, однако с середины 1980-х годов, когда главным редактором был Альберт Лиханов, журнал стал поднимать темы, ранее считавшиеся запретными (рок-музыка, молодёжные субкультуры, борьба с бюрократией и т. п.).
С 1990 года из-за того, что в СССР не было типографских мощностей для производства резко выросшего тиража журнала (3 500 000 экз.), «Смена» стала «толстой» и ежемесячной (до этого выходила два раза в месяц).
В наше время журнал «Смена» публикует остросюжетные романы и повести, рассказы и стихи российских и зарубежных писателей, публицистику, очерки и культурологические статьи.

## Публикации
Именно в «Смене» появились первые зрелые рассказы Михаила Шолохова и Александра Грина (ранние рассказы А. Грина печатались ещё до революции), стихи Владимира Маяковского (1920-е годы).
В тридцатых годах на страницах «Смены» опубликовали свои первые произведения Константин Паустовский, Лев Кассиль, Валентин Катаев. Были напечатаны отрывок из нового романа Алексея Толстого «Пётр I» и его сказка «Приключения Буратино», один из последних рассказов Николая Островского «Восстание», отрывки из романа Юрия Тынянова «Пушкин», очерк Михаила Зощенко, новые рассказы Максима Горького и Константина Паустовского, очерки и рассказы Андрея Платонова.
В послевоенные годы на страницах «Смены» публиковался отрывок из романа «Молодая гвардия» Александра Фадеева, прошла первая публикация Виктора Астафьева, а также рассказ ещё не известного в СССР Станислава Лема «Проверка лояльности». С началом так называемой «оттепели» дебютировали Юрий Бондарев, Владимир Солоухин, Юрий Нагибин, Евгений Евтушенко, Роберт Рождественский. В 1959 году был опубликован первый роман братьев Аркадия и Георгия Вайнеров — «Двое среди людей». В 1965 году вышли роман Вадима Кожевникова «Щит и меч» и первый рассказ Кира Булычева. В 1966—1967 годах в «Смене» был опубликован роман Юлиана Семенова «Майор Вихрь», в котором впервые появляется фамилия Штирлиц. В 1975 году на страницах «Смены» появился роман братьев Вайнеров «Эра милосердия». В 1980-х годах Валентин Пикуль выступил с рассказом «Железные чётки». В 1989 году в одном из номеров на обложке журнала была опубликована подборка картин художницы Валентины Золотых. В 1990-х опубликованы новые рассказы Виктора Астафьева и Юрия Нагибина, произведения Александра Зиновьева, Льва Аннинского, Игоря Золотусского, Владимира Максимова, Юлиана Семенова, братьев Стругацких, «Сын человеческий» Александра Меня.
В новом тысячелетии «Смена» предоставляла свои страницы Светлане Алексиевич, Александру Аннину, Алексею Атееву, Алексею Варламову, Николаю Дмитриеву, Юрию Дружникову, Андрею Дышеву, Михаилу Еськову, Андрею Ильину, Анатолию Курчаткину, Анне и Сергею Литвиновым, Елене Логуновой, Андрею Молчанову, Юрию Полякову, Михаилу Попову, Ирине Путяевой, Татьяне Смертиной, Олегу Суворову, Виктории Токаревой, Алексею Борычеву, Владимиру Трапезникову, Николаю Черкашину, Андрею Шацкову, Дмитрию Зелову и многим, многим другим авторам.
В разные годы авторами журнала были: Белла Ахмадулина, Ираклий Абашидзе, Сергей Абрамов, Чингиз Айтматов, Михаил Андреев, Лев Аннинский, Исаак Бабель, Георгий Баженов, Григорий Бакланов, Василий Белов, Леонид Бежин, Владимир Богомолов, Василь Быков, Константин Ваншенкин, Юрий Влодов, Андрей Вознесенский, Сергей Высоцкий, Расул Гамзатов, Анна Гедымин, Алексей Борычев, Сергей Гончаренко, Юрий Гречко, Лидия Григорьева, Андрей Дементьев, Николай Добронравов, Евгений Долматовский, Михаил Дудин, Тимур Зульфикаров, Анатолий Иванов, Сергей Иванов, Фазиль Искандер, Александр Казанцев, Вениамин Каверин, Владимир Карпов, Пётр Кириченко, Юрий Кобрин, Вячеслав Кондратьев, Владимир Костров, Лев Котюков, Юрий Кузнецов, Павел Панченко Кудимова, Альберт Лиханов, Николай Леонов, Виль Липатов, Леонид Лиходеев, Елена Логунова, Игорь Ляпин, Михаил Львов, Михаил Матусовский, Эдуардас Межелайтис, Валерий Митрохин, Владимир Некляев, Лев Озеров, Борис Олейник, Борис Пильняк, Борис Можаев, Олеся Николаева, Евгений Носов, Лев Ошанин, Валерий Поволяев, Анатолий Приставкин, Виктор Пронин, Пётр Проскурин, Александр Проханов, Анатолий Пшеничный, Валентин Распутин, Эдвард Радзинский, Юрий Рябинин, Борис Рябухин, Святослав Рыбас, Михаил Светлов, Константин Симонов, Сергей Смирнов, Валентин Сорокин, Лариса Тараканова, Александр Твардовский, Юрий Трифонов, Николай Тряпкин, Дмитрий Фурманов, Сергей Устинов, Владимир Цыбин, Валерий Хайрюзов, Борис Чичибабин, Феликс Чуев, Олег Шестинский, Виктор Шкловский, Василий Шукшин, Илья Эренбург, Андрей Яхонтов…
А также более молодые Владимир Булычев, Светлана Сёмина, Иван Алексеев, Сергей Тютюнник, Андрей Ильин, Анастасия Гостева, Михаил Занадворнов, Маргарита Мысина, Анна Малышева, Иосиф Гольман, Александр Андрюхин, Александр Экштейн. Все они сегодня — признанные мастера прозы и поэзии.
На протяжении многих лет авторами замечательных исторических очерков являются Светлана Бестужева-Лада, Дмитрий Зелов, Евгения Белогорцева, Алла Зубкова, Ирина Опимах, Денис Логинов, Виктор Ом, Сергей Мануков. Сейчас на страницах издания — интервью с деятелями искусства (театра, кино), исторические очерки, анализ событий культурной и общественной жизни, материалы просветительского характера. В литературной секции представлены классические зарубежные и российские детективы, малоизвестная проза писателей «серебряного века» русской литературы, рассказы современных авторов.

## Подписка
Подписные индексы:
- каталог «Роспечать» — 70820;
- каталог «Объединенный» — 88998;
- каталог «Почта России» — 99406.

## Тираж и финансирование
На 2020 год тираж «Смены» (№ 4) составлял 10117 экз., а выпуск издания осуществлялся при финансовой поддержке Федерального агентства по печати и массовым коммуникациям.